# Nieves Carrasco
Nieves Carrasco Montoya (* 24. Mai 1979) ist ein ehemaliger costa-ricanischer Radrennfahrer.
Nieves Carrasco wurde 2003 zum ersten Mal costa-ricanischer Meister im Zeitfahren und Vizemeister im Straßenrennen. Bis er seine Radsportlaufbahn beendete, wurde er zweimal nationaler Meister im Zeitfahren und gewann insgesamt fünf Etappen der Vuelta Ciclista a Costa Rica, darunter ein Mannschaftszeitfahren.

## Erfolge
2003
- Costa-ricanischer Meister – Einzelzeitfahren

2007
- Costa-ricanischer Meister – Einzelzeitfahren
- eine Etappe Vuelta Ciclista a Costa Rica

2008
- eine Etappe Vuelta Ciclista a Costa Rica (Mannschaftszeitfahren)

2012
- zwei Etappen Vuelta Ciclista a Costa Rica

2013
- eine Etappe Vuelta Ciclista a Costa Rica

2015
- eine Etappe Vuelta Ciclista a Costa Rica

## Teams
- 2012 Coronado-Hotel Los Lagos
- 2013 Agricenter-Coronado-Hotel Los Lagos